# Goldfinger (powieść)
Goldfinger – powieść Iana Fleminga o przygodach agenta 007 – Jamesa Bonda. Została napisana w 1959 roku i jest siódmą z kolei w serii powieści o Bondzie. Jest też czwartą książką, w której pojawia się przyjaciel Bonda, Feliks Leiter. W tej powieści wyjątkowo Bond ma aż trzy dziewczyny.

## Fabuła
Bond wypoczywa po kolejnym zadaniu w bardzo bogatym hotelu. Przypadkiem spotyka swoje znajomego z Casino Royal. Obecnie ów znajomy ma kłopoty finansowe, przegrywa bowiem wiecznie w karty z pewnym bogaczem nazwiskiem Auric Goldfinger. Bond postanawia pomóc znajomemu. Proponuje znajomemu, by rozegrał kolejną partię kanasty z panem Goldfingerem, podczas niej zaś 007 bacznie obserwuje wszystko. Okazuje się, że Goldfinger to oszust, jego asystentka (a zarazem kochanka), panna Jill Masterson siedzi w oknie jego pokoju z lornetką w ręku i mikrofonem przy ustach i mówi szefowi, jakie karty ma przeciwnik. Bond wchodzi do pokoju, straszy Jill, odbiera jej mikrofon i przez niego grozi Goldfingerowi zdemaskowaniem, jeśli ten nie odda przeciwnikowi przegranych pieniędzy, a także nie odda mu na kilka dni panny Jill (która wpadła agentowi w oko). Bogacz musi spełnić życzenia agenta, ale przysięga mu zemstę.
James Bond wraca do Londynu, myśląc, że ma z głowy sprawę Goldfingera. Bardzo się jednak pomylił. M wzywa go do siebie i nakazuje mu, by śledził nie kogo innego, tylko właśnie – pana Aurica Goldfingera. Jedzie więc wykonać swoje zadanie. Tym łatwiej mu je wykonać, gdyż Goldfinger zaprasza go na grę w golfa. Bogacz i na polu golfowym oszukuje, jednak Bond odkrywa to i podstępem wygrywa, co budzi złość jego gospodarza. Goldfinger zaprasza Bonda do swego domu, każe mu czekać na siebie, nim wróci. Okazuje się, że przez ten czas 007 jest obserwowany przez kamerę. Bond niszczy ją w taki sposób, by wina poszła na kota. Goldfinger w rozmowie z Bondem mówi mu, że wie, iż 007 ma go śledzić i odradza mu to, mówiąc, że inaczej czeka go zagłada. Przedstawia mu także swego chińskiego ochroniarza, Rączkę, mięśniaka o zabójczym meloniku – Rączka potrafił rzucić melonikiem w taki sposób, że uderzona osoba ginęła. Bond nie ma zamiaru dać się zastraszyć. Śledzi Goldfingera, ale nie tylko on to robi. Jakaś dziewczyna (której Bond niedawno pomógł, gdy zepsuł się jej samochód) próbuje zabić bogacza ze snajperki. Bond przeszkadza jej w tym, niestety dekonspirując ich oboje. Okazuje się, że dziewczyna ta to Tilly Masterson, siostra Jill, która niedawno została przez Goldfingera zabita w dość niezwykły sposób – Goldfinger bowiem lubił pracujące dla niego kobiety przed opuszczeniem przez nie pracy u niego posypywać złotem, podziwiać ich widok, po czym dostawały one wynagrodzenie. Kobiety jednak nie malowano złotą farbą całe – malowano je prawie całe, z wyjątkiem rdzenia kręgowego. Inaczej by one umarły z powodu braku tlenu u skóry. Jednakże Jill została pomalowana cała na złoto i umarła. Teraz Tilly chce ją pomścić. Bond namawia ją do współpracy. Śledzą Goldfingera, który teraz jednak ma się na baczności i wreszcie łapie ich oboje i zamyka w baraku. Chce ich zabić, ale Bond podstępnie proponuje mu współpracę, na co Goldfinger się zgadza.
Bond i Tilly zaczynają pracę u Goldfingera. Jednocześnie są świadkami jak Goldfinger zbiera grupę największych łajdaków w kraju i razem z nimi chcą obrabować ze złota Fort Knox. Lesbijka Pussy Galore ma wraz z grupą akrobatyczną swoich dziewcząt dokonać nalotu na Fort Knox i rozpylić nad strażnikami gaz trujący. Potem pozostali wkroczą do akcji i zabiorą złoto oraz broń. Bond pisze list i spuszcza go w butelce przez toaletę. W liście pisze o planach Goldfingera i prosi znalazcę listu by powiadomił o nich Feliksa Leitera.
Wreszcie dochodzi do realizacji planu Goldfingera. Strażnicy padają jak muchy od gazu, zaś Goldfinger i jego ludzie dokonują kradzieży. Okazuje się jednak, że list Bonda trafił we właściwe miejsce, Leiter uprzedził strażników, którzy zaopatrzyli się w maski przeciwgazowe. Dochodzi teraz do starcia strażników i ludzi Goldfingera. Leiter przybywa na czele posiłków, więc przestępcy zostają pokonani. Niestety Goldfinger ucieka, zaś Rączka zabija melonikiem ogłupiałą od gazu Tilly. Bond ma wracać do Londynu samolotem od Leitera, niestety, samolot pilotuje Goldfinger, Pussy, Rączka i kilku bandytów. Chcą oni zabić Bonda, ale na szczęście Pussy (dotąd nienawidząca mężczyzn) zakochuje się w Bondzie i pomaga mu zabić Goldfingera, Rączkę i pozostałych. Samolot rozbija się, ale Bond i Pussy przeżyli. Zanim wezwą pomoc postanowili spędzić kilka namiętnych chwil.

## Wydania polskie
- 1990, wyd. Alfa, przekł. Jan Kraśko
- 2008, wyd. PW Rzeczpospolita, przekł. Robert Stiller